# فن أرب
فن أرب (بالإنجليزية: FunOrb) هو موقع ألعاب كلها مبرمجة بلغة جافا من شركة جاغيكس. بدأ الموقع في 27 فبراير 2008.
فن أرب يحتوي على ألعاب للاعب واحد وأيضًا ألعاب متعددة اللاعبين. حاليًا يحتوي الموقع على 39 لعبة.

## بعض ألعاب فن أرب
- آرميز أف غيلينور
- باونسداون
- جيوبلوكس
- ستاركانون
- تيرافونيكس
- أرب ديفنس
- تيترالينك
- زومبي دون
- زومبي دون مولتيبلير
- شطرنج

## وصلات خارجية
- موقع فن أرب نسخة محفوظة 1 أغسطس 2018 على موقع واي باك مشين.
- موقع جاغيكس